# Dolby Digital

Logo Dolby Digital

Il Dolby Digital è un sistema di codifica audio multicanale sviluppato da Dolby Laboratories e utilizzato al cinema, nella televisione digitale, nei Laserdisc, DVD e in altri supporti di riproduzione o trasmissione audio digitale.

## L'algoritmo di compressione AC3

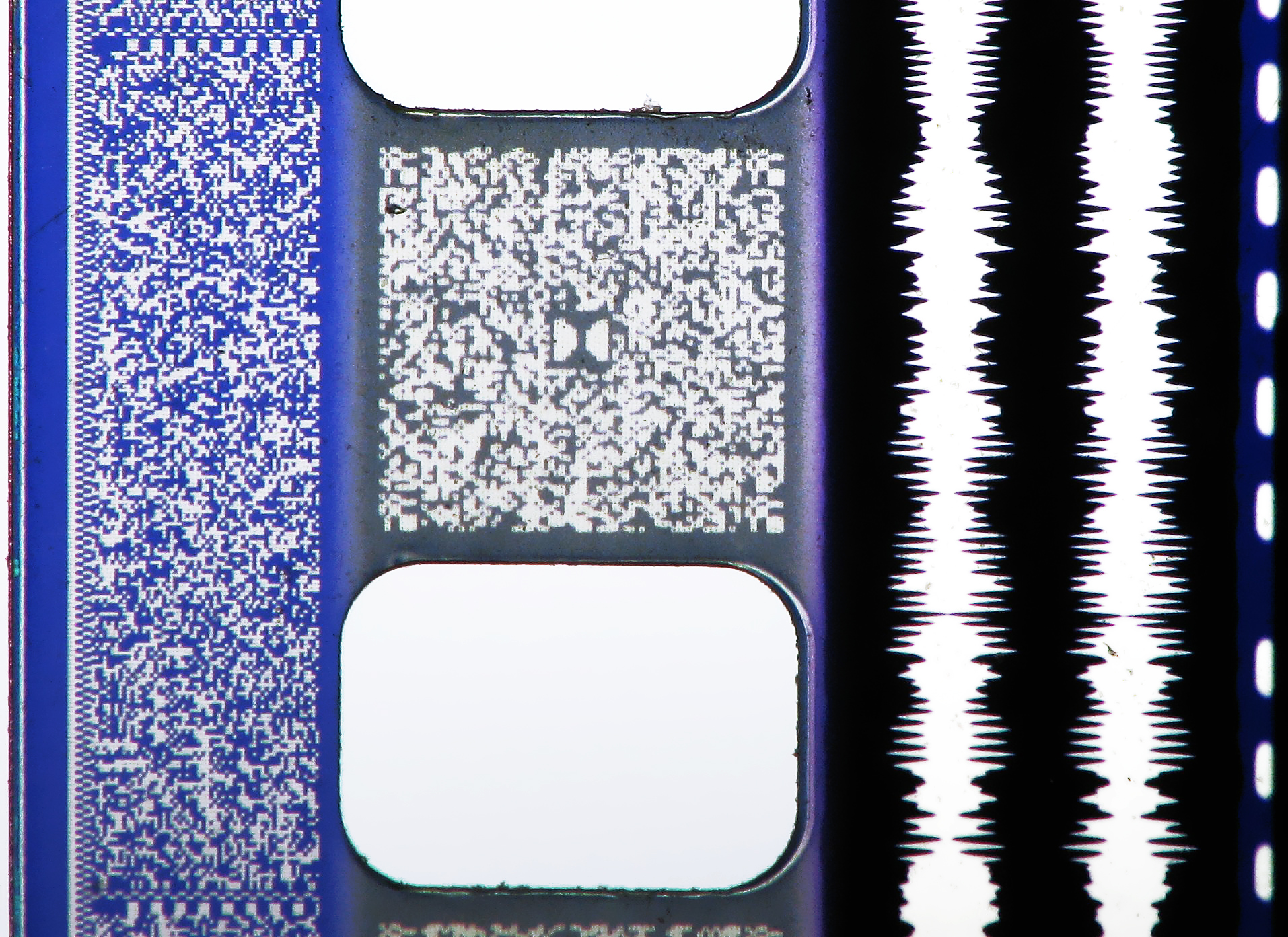
Ingrandimento di una pellicola da, la codifica Dolby Digital è inserita tra le perforazioni usate per il trascinamento della pellicola al cui centro il logo della doppia D.

Il Dolby Digital è un sistema di codifica cosiddetto "lossy", ovvero in cui la codifica audio avviene con perdita di informazioni.
Il sistema prende in input segnali audio digitali PCM, campionati a 48000 Hz con 16 bit di risoluzione, li trasforma analizzandoli nel dominio della frequenza, per poi scartare parte dei dati riducendone la risoluzione effettiva e innalzando il livello del rumore digitale. Tutta l'operazione viene eseguita cercando il più possibile di mantenere la soglia del rumore (di quantizzazione) al di sotto del livello udibile, utilizzando metodi di analisi di tipo "psicoacustico".
Il procedimento si basa su almeno due principi:
1. Il primo è che la risoluzione effettiva con cui l'apparato uditivo umano è in grado di percepire uno o più suoni varia dinamicamente, e dipende dal contenuto del segnale (musicale) composto.
2. Il secondo è il cosiddetto effetto di mascheramento: un tono perfettamente udibile come tono puro può essere completamente "inudibile" se mascherato da un tono vicino, magari di intensità superiore.

Il sistema di compressione psicoacustica utilizzato dal Dolby Digital si chiama AC3. Un segnale audio mono PCM lineare (quindi non compresso) a 48 kHz/16 bit, richiede 768 kbps per essere codificato, pertanto un segnale stereo di questo tipo necessiterebbe di 1 536 kbps, e un segnale a 5 canali di 3 840 kbps. L'AC3 permette di ridurre questi valori anche di un fattore superiore a 10, richiedendo circa 400 kbit/s per codificare audio 5.1, e meno di 200 kbit/s per codificare audio stereo. Tanto maggiore è il fattore di compressione, ovviamente, tanto maggiore è la probabilità che il livello di rumore introdotto a causa della perdita di informazioni diventi udibile, causando artefatti di varia natura. Per questo motivo, tanto maggiore è la velocità di trasmissione utilizzata per la codifica tanto migliore sarà l'aderenza alla qualità dell'audio originale non compresso che ci si può aspettare.
L'AC3 è un sistema di codifica di tipo ibrido, che impiega tecnologie di codifica backward e forward adaptive. Il decodificatore e il codificatore condividono infatti un algoritmo di codifica noto e non modificabile, che viene sempre utilizzato per la compressione e la decompressione dei dati audio digitali. Il decodificatore, quindi, sa come decodificare i dati anche in assenza di informazioni sul codificatore. Questo metodo è detto backward adaptive e ha il vantaggio di essere molto efficiente, ma lo svantaggio di non essere rinnovabile (se si cambia l'algoritmo base del codificatore si devono anche cambiare i decodificatori) e di richiedere una discreta complessità nel decodificatore.
Per risolvere questo secondo problema, l'algoritmo base dell'AC3 è molto semplice seppure accurato, pertanto non è troppo dispendioso in termini computazionali. Per ovviare al problema della rinnovabilità e permettere di migliorare nel tempo la qualità del sistema, si è deciso di aggiungere al core backward adaptive del codificatore, anche delle tecniche di tipo forward adaptive. I dati audio, infatti, vengono compressi nel codificatore anche utilizzando un secondo metodo, più avanzato e che utilizza algoritmi psicoacustici di qualsiasi complessità; ne risulta una seconda versione del segnale compresso che viene confrontata con quanto ottenuto con il metodo base. Se necessario, ovvero se il risultato della compressione più sofisticata è migliore rispetto a quanto ottenuto con l'algoritmo base, il codificatore può inserire nel flusso di dati compressi anche alcune informazioni necessarie al decodificatore per adattare l'algoritmo di decodifica (ovvero il modello psicoacustico base) nonché i dati che esprimono la differenza fra quanto il decoder può ricalcolare con le informazioni in suo possesso, e quanto calcolato del codificatore durante l'elaborazione più avanzata. Questo secondo metodo di compressione si chiama forward compatible. Combinando una routine backward adaptive con un metodo forward adaptive, l'AC3 permette di mantenere una buona efficienza di codifica, una relativa semplicità di decodifica e la possibilità di aggiornare e perfezionare il codificatore nel tempo mantenendo la piena compatibilità con i decodificatori più vecchi.

## Configurazioni
Il Dolby Digital può lavorare da un minimo di 1 a un massimo di 7 canali audio digitali a banda piena (20-22050 Hz), codificati a 48 000 Hz di campionamento e 16 bit di risoluzione, più un ulteriore canale destinato alla sola riproduzione delle basse frequenze (canale LFE, low frequency effects). Questo speciale schema si indica con "5.1" e i 5 canali sono anteriore destro (R), anteriore sinistro (L), centrale (C), surround destro (SR), surround sinistro (SL). I primi due corrispondono al collocamento dei normali canali stereo, il centrale va posizionato al centro dei due canali stereo anteriori, in corrispondenza dello schermo, i surround vanno collocati lateralmente o leggermente arretrati rispetto al punto di ascolto. Il LFE non ha una collocazione precisa, in quanto le basse frequenze sono meno direzionali.

## La codifica discreta
Il Dolby Digital 5.1 è stato uno dei primi sistemi di codifica digitali multicanali di tipo "discreto", in cui i 5+1 canali sono codificati in modo del tutto indipendente fra loro, come flussi digitali separati. Questo lo differenzia da altri sistemi, detti "matriciali", in cui più canali audio vengono mescolati fra loro e codificati con un numero inferiore di tracce indipendenti. Il Dolby Stereo al cinema, grazie al quale si è sviluppato il concetto di audio "surround" cinematografico, e la sua versione per il pubblico Dolby Surround che ha permesso la nascita dell'home-theater, erano sistemi di codifica matriciale in cui 4 canali (destro, sinistro, c e surround mono) erano miscelati in un semplice segnale stereo (che il decodificatore Dolby Pro-Logic era in grado di elaborare ricostruendo i 4 canali originari, con la limitazione di una minore risposta in frequenza sui canali surround e una minore separazione effettiva fra i segnali distribuiti fra i diversi canali, causa di un minore realismo del campo sonoro surround complessivo). Il processo di codifica matriciale del Dolby Stereo prendeva il nome di 4-2-4 (4 canali sorgenti, 2 in codifica, 4 in decodifica).
Una recente estensione del Dolby Digital, chiamata Dolby Digital Surround EX, utilizza proprio la codifica matriciale per aggiungere un settimo canale da posizionare al centro dei due canali surround, chiamato center back surround. Il Dolby Digital, quindi, rimane un sistema di codifica 5.1, che può offrire 6.1 canali con un metodo matriciale.
Il concorrente principale del Dolby Digital, ovvero il Digital Theater System (DTS), di contro permette di codificare anche 6.1 canali discreti nella variante chiamata DTS-ES Discrete 6.1, che aggiunge il canale back surround o center surround (CS) come segnale discreto e indipendente.

## Velocità di trasmissione
Il Dolby Digital lavora da un minimo di 96 kbps a un massimo di 640 kbit/s. Al cinema il Dolby Digital viene utilizzato con appena 320 kbit/s di banda, poiché stampato nel poco spazio disponibile fra i fori di scorrimento delle pellicole. Generalmente su DVD viene utilizzato con una velocità di trasmissione di 192 kbit/s per codificare segnali stereo (2.0, 2.1) o stereo surround, e con una velocità di trasmissione compresa fra 384 e 448 kbit/s per i segnali 5.1. Sebbene i decoder in commercio possano lavorare fino a 640 kbit/s, tale possibilità non è permessa nella codifica Dolby Digital dei DVD-Video pertanto, attualmente, non viene utilizzata.
La versione cinematografica del Dolby Digital è quella che negli anni ha subito minori affinamenti, in quanto bloccata su specifiche piuttosto vecchie e su una velocità di trasmissione ridotta. Molti ritengono che la qualità raggiunta dal Dolby Digital disponibile per il grande pubblico (su DVD) sia ormai palesemente superiore rispetto a quella offerta dalla versione cinematografica.

## Versioni

### Dolby Digital Surround EX
Il Dolby Digital Surround EX è stato creato per aggiungere un'altra coppia di altoparlanti in fondo alla sala. A quanto pare, gli ingegneri della Skywalker Sound, ideatori del sistema THX, durante le fasi finali del film Star Wars: Episodio I - La minaccia fantasma del 1999 hanno proposto alla Dolby importanti modifiche al già esistente Dolby Digital. La Dolby avrebbe poi ceduto il brevetto alla THX. Però il primo film in questo formato è il secondo della trilogia di Austin Powers, La spia che ci provava, uscito sempre lo stesso anno. Visto che il sistema ha aggiunto un'altra coppia di altoparlanti in fondo alla sala, esso ha migliorato notevolmente l'ascolto del film da parte di tutti gli spettatori. Indifferentemente da dove esso sia seduto, l'audio potrà essere ascoltato da tutti alla stessa maniera, così come è stato pensato dal regista.

### Dolby Digital Plus
Una evoluzione del Dolby Digital è il Dolby Digital Plus (E-AC-3), utilizzato nei supporti per l'alta definizione (HD DVD, Blu-ray Disc) e nelle trasmissioni digitali HDTV. Alcune caratteristiche del Dolby Digital Plus sono una maggiore efficienza di codifica, l'estensione della velocità di trasmissione fino a 6.144 Mbps (verrà tipicamente utilizzato a 640 kbit/s) e l'aumento del numero di canali discreti a 7.1, il tutto mantenendo una buona compatibilità con il Dolby Digital convenzionale (il Dolby Digital Plus è "riducibile" semplicemente a un segnale Dolby Digital a 640 kbit/s compatibile con tutti i decoder attuali).